# Danielopolina (Humphreysella) palmeri
Danielopolina (Humphreysella) palmeri is een mosselkreeftjessoort uit de familie van de Thaumatocyprididae. De wetenschappelijke naam van de soort is voor het eerst geldig gepubliceerd in 2007 door Kornicker, Iliffe & Harrison- Nelson.